# بلوة (لودر)

تعديل مصدري - تعديل

بلوة هي إحدى قرى عزلة زارة بمديرية لودر التابعة لمحافظة أبين، بلغ تعداد سكانها 242 نسمة حسب تعداد اليمن لعام 2004.